# Deflektometr
Deflektometr (deflektor) to przyrząd pomiarowy używany w żeglarstwie przy kompensacji dewiacji kompasu magnetycznego. Wyznacza on natężenie pola magnetycznego odchylającego igłę kompasu od kierunku południka.